# Plioplateia nodiformis
Plioplateia nodiformis is een vlokreeftensoort uit de familie van de Pleioplateidae. De wetenschappelijke naam van de soort is voor het eerst geldig gepubliceerd in 1986 door Ledoyer.